# Sexe segur

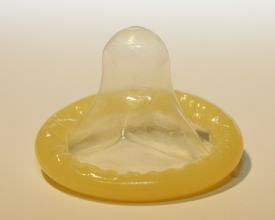
L'ús del preservatiu o condom en les relacions sexuals és una pràctica sexual segura per la seva eficàcia per a prevenir malalties de transmissió sexual en tota mena de relacions i com a mètode anticonceptiu per la qual cosa contribueix, en les parelles heterosexuals, a evitar embarassos no desitjats.

 Sexe segur és la denominació d'una sèrie de recomanacions i pràctiques en les relacions sexuals amb el propòsit de reduir el risc de contraure o contagiar alguna malaltia de transmissió sexual, com la SIDA o una altra infecció així com el de facilitar el control de la natalitat mitjançant l'ús de mètodes anticonceptius o altres pràctiques sexuals.
El concepte  sexe segur  és recíproc per la qual cosa implica el manteniment de relacions sexuals que no posin en risc la salut dels altres. Algunes pràctiques de sexe segur com l'ús del preservatiu són eficaces per a prevenir malalties de transmissió sexual i com a mètodes anticonceptius per la qual cosa contribueixen, en les parelles heterosexuals, a evitar embarassos no desitjats.

## Factors de risc
Com en qualsevol activitat, no existeix una garantia de tenir una relació sexual sense cap risc, o  100% segura , però les circumstàncies en les quals són realitzades pot modificar substancialment, incrementant o decreixent, el nivell de risc al contagi de MTS al qual s'enfronten les persones.

### El risc a nivell biològic
Les MTS principalment es transmeten per l'intercanvi de fluids durant l'acte sexual, perquè són provocades per microbis (bacteris, fongs i protozous) i virus, els quals necessiten aquests mitjans, cadascú d'una manera específica, per a infectar un nou hoste, per tant, és important tenir en compte les regions (i fluids) del cos humà que entraran en contacte per a l'avaluació del risc de contagi. Típicament, són la mucosa, el semen i la sang on es troba la major concentració de factors de contagi.
La pell és una excel·lent barrera per a una gran quantitat d'infeccions no només sexuals sinó d'una simptomatologia molt més diversa. No obstant això, alguns ectoparásits com la lladella ( Phthirus pubis ) poden infectar un altre cos pel contacte de la regió infectada, en aquest cas, el pubis.
Les altres regions de contacte amb l'exterior, entapissades per mucosa (com la boca, l'anus i la vagina a la dona), presenten menor protecció enfront d'infeccions venèries, segons les seves característiques histològiques, fisiològiques i ecològiques. De les esmentades en aquest paràgraf, només la vagina està preparada histològicament per a resistir la fricció del coit, mentre que en els altres casos pot provocar la formació d'unamicro-ferida, per tant imperceptibles, que posen en contacte la sang amb els líquids corporals del company. D'altra banda, la flora bacterina l'anus és més propícia per a les infeccions per constituir la zona d'evacuació dels excrements.
Tots aquests factors al seu torn s'articulen amb un altre tan important com aqueixos almenys en el cas de les dones: l'edat biològica. s'ha detectat que les adolescents i les joves (dones que han desenvolupat caràcters sexuals secundaris recentment o es troben entre els 12 i 21 anys) són molt més vulnerables a infeccions com el Virus del papil·loma humà.

### El risc en l'àmbit social

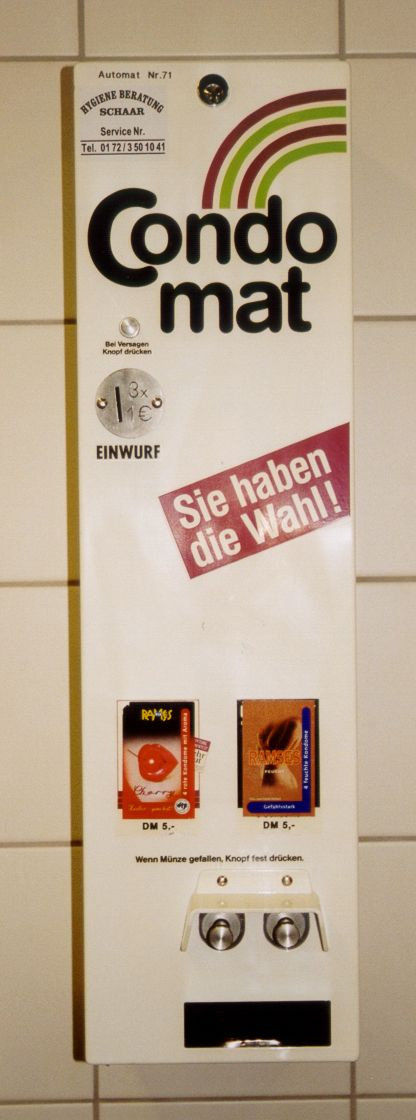
Màquina expenedora de condoms a Alemanya.

D'altra banda, alguns costums propis o de les persones amb qui un individu es relaciona poden incrementar les possibilitats de contagi, i per això és possible establir estatísticament les anomenades pràctiques de risc.
En altres paraules, mentre una persona cometi actes amb més risc de contagi amb major freqüència no només eleva les seves probabilitats de quedar infectat sinó que també eleva les de les persones amb les quals es relaciona en una situació de risc.
Per tant, les consideracions quant a profilaxi en les relacions sexuals no s'han de limitar al pla físic, sinó que a més s'ha de tenir en compte el conductual: amb qui es tenen relacions, amb quina freqüència, amb quina alternança, etc.

## Pràctiques sexuals associades a un baix risc de contagi
L'ús de mitjans físics adequats (anomenats  de barrera ) poden reduir sensiblement, segons la patologia pròpia de l'organisme en qüestió, la probabilitat de contagi. No obstant això, en l'actualitat cap d'aquests mètodes ha aconseguit evitar completament el contagi de totes les malalties de transmissió sexual, és a dir, el seu ús no garanteix del tot el fet de no contagiar-se.

### Masturbació
La masturbació en parella és una pràctica completament segura sempre que no es posin en contacte els líquids corporals d'ambdós (semen, fluids vaginals o sang).

### Factors socials
Els següents factors socials són efectius en ajudar a prevenir les malalties de transmissió sexual (ETS):
- Comunicació en la parella. És important saber si la parella té alguna MTS, ha tingut o té relacions sexuals insegures o pertany a algun altre grup de risc (ús de drogues injectables, etc.). La comunicació és important especialment quan la parella és suposadament o inicialment monògama i es sospita que no ho sigui.
- Delimitació de les apetències sexuals abans del començament dels jocs sexuals, perquè durant els mateixos o durant el coit, és poc freqüent que s'estableixi una comunicació amb la serietat que correspon.
- Consultar amb un metge qualsevol senyal que pugui ser un símptoma d'una MTS, especialment les que apareixen en els genitals o en la boca.
- Triar parelles sexuals que practiquin sexe segur, reduir la quantitat de parelles sexuals, practicar la monogàmia o l'abstinència sexual.
- No utilitzar drogues ni alcohol abans del coit, perquè augmenten el risc de no practicar sexe segur.

### Com prevenir l'intercanvi de líquids corporals
El més important és evitar el contacte amb la sang, el fluix vaginal, el semen i el líquid preseminal. Hi ha moltes pràctiques sexuals segures, com ara: abraçar, fer-se massatges, anar a dormir un sobre l'altre, fregar els cossos l'un contra l'altre sense penetració -pràctica anomenada frot o tribadisme- o utilitzar una joguina sexual en parella. Masturbar l'un a l'altre, (excitar sexualment la parella manipulant els seus genitals) també és generalment una pràctica sexual molt segura.